# Epigynopteryx subspersa
Epigynopteryx subspersa là một loài bướm đêm trong họ Geometridae.